# Robo-Tripping
Robo-Tripping ist eine Form des Medikamentenmissbrauchs, bei dem das Hustenmittel Dextromethorphan als Rauschmittel missbraucht wird.

## Begriff
Der Begriff leitet sich von dem Medikament Robitussin ab, welches diesen Wirkstoff enthält. Auch für Dextromethorphan-Missbrauch mittels anderer Medikamente wird gelegentlich der Begriff Robo-Tripping verwendet.

## Verbreitung
Robo-Tripping ist vor allem bei Jugendlichen in den USA weit verbreitet; so sollen Schätzungen zufolge im Jahr 2005 2,4 Millionen der Jugendlichen zwischen 13 und 19 Jahren in den USA mindestens ein Mal Robo-Tripping begangen haben.
In Deutschland werden jährlich nur eine Handvoll an Fällen gemeldet, die Dunkelziffer wird allerdings deutlich höher vermutet, da die Fälle von Robo-Tripping in Deutschland nicht amtlich erfasst werden.

## Konsum und Suchtgefahr
Dextromethorphan ist trotz seiner Eigenschaft als Morphinderivat nur gering suchterzeugend. Oftmals wird beim Robo-Tripping ein dextromethorphanhaltiges Medikament mit anderen Rauschmitteln kombiniert, die deutlich suchterzeugender sind; dabei entstehen meist für diese Abhängigkeiten. Häufig werden zum Mischkonsum andere Opioide oder Benzodiazepine verwendet, auch Fälle von Mischkonsum mit Kokain sind bekannt.  Da Robitussin und andere dextromethorphanhaltige Medikamente rezeptfrei in deutschen Apotheken zu erhalten sind, ist der Konsum so gut wie gar nicht reguliert.

## Nebenwirkungen und Folgen
Da beim Robo-Tripping oftmals zu hohe Dosen Robitussin oder andere dextromethorphanhaltige Medikamente eingenommen werden, kann es neben den üblichen Nebenwirkungen wie Ausschlag, Bradykardie oder Müdigkeit auch zu schwereren Nebenwirkungen wie Muskelrelaxation kommen. Durch Mischkonsum können ebenfalls starke Nebenwirkungen entstehen. In seltenen Fällen, besonders beim Mischkonsum mit Paracetamol, kann eine Überdosierung zum Tod führen. Bei Personen mit einem CYP2D6-Polymorphismus kann es aufgrund des langsamen Abbaus von Dextromethorphan bereits bei geringer Dosierung zu einer Hospitalisierung kommen.

## Prävention
In Deutschland warnt die Arzneimittelkommission deutscher Apotheker vor dem möglichen Missbrauch von dextromethorphanhaltigen Arzneimitteln. Auch das Bundesinstitut für Arzneimittel und Medizinprodukte empfiehlt, dextromethorphanhaltige Medikamente nicht an Jugendliche abzugeben, um Robo-Tripping zu verhindern.
In den USA warnt die FDA ebenfalls vor den Folgen des Missbrauchs.

## Vorkommen in Kunst und Medien
Die amerikanische Fernsehserie Dr. House behandelte das Thema in Folge neun der sechsten Staffel.
In der deutschen Hip-Hop-Kultur wird von manchen Künstlern Dextromethorphan missbräuchlich als Ersatz für Tilidin verwendet.